# Portada/efemèride novembre 1
Portada del primer exemplar de La Llumanera de Nova York.
« 31 d'octubre · 1 de novembre · 2 de novembre »